# Otis Bardwell Boise

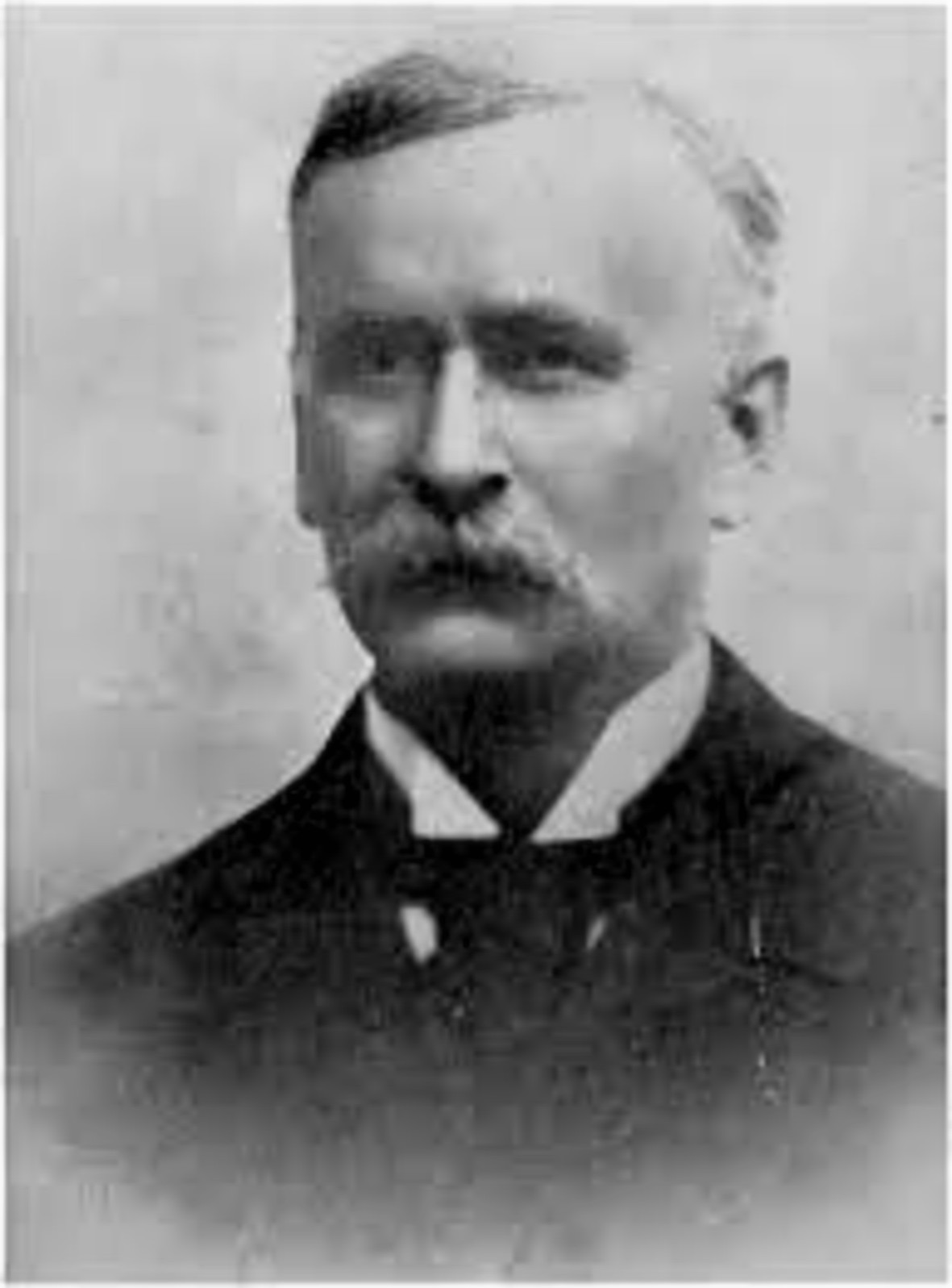
Otis Bardwell Boise (1844–1912)

Otis Bardwell Boise (* 13. August 1844 in Oberlin, Ohio; † 2. Dezember 1912 in Baltimore, Maryland) war ein US-amerikanischer Komponist und Musikpädagoge.
Als Boise noch ein Kind war, zog seine Familie nach Cleveland. Dort wirkte er bereits 1858 als Organist in der St. Paul's Church. Von Mai 1863 bis September 1865 studierte er am Leipziger Konservatorium u. a. bei Ignaz Moscheles und Ernst Ferdinand Wenzel (Klavier), Ernst Friedrich Richter und Moritz Hauptmann (Musiktheorie und Komposition), sowie bei Ferdinand David (Ensemblespiel) und Carl Reinecke (Chorgesang).
Kurzzeitig unterrichtete er in Berlin an der Akademie von Theodor Kullak. Von 1865 bis 1870 war er Organist und Musiklehrer in Cleveland. 1869 heiratete er seine Frau Anastasia Virginia (1846–1937), welche zahlreiche deutsche Lieder in Englische übersetzte, in Cleveland. Von 1870 bis 1876 arbeitete Boise als Lehrer für Harmonik und Komposition am Konservatorium und Organist der Presbyterianischen Kirche in New York City.
Zwischen 1876 und 1878 lebte er in Weimar und Wiesbaden. Boise war oft Gast bei Franz Liszt, mit dem er Kompositionen besprach, über amerikanische Musikerziehung diskutierte und musizierte. Er verbrachte außerdem Zeit mit Joachim Raff.
1878 kehrte er nach New York zurück und unterrichtete wieder. Von 1888 bis 1901 wirkte als Lehrer für Musiktheorie und Komposition in Berlin und war danach bis zum Ende seines Lebens Kompositions- und Theorielehrer am Peabody Conservatory in Baltimore.
Boise komponierte eine Sinfonie, zwei Ouvertüren, ein Klavierkonzert, Chöre und Lieder. Seine Werke sind stark von Liszt geprägt. Sein Klavierkonzert in g-Moll (1874) wird als das möglicherweise erste Klavierkonzert eines in den USA geborenen Komponisten bezeichnet.